# 李喬 (1934年)
李喬（1934年6月15日—），本名李能棋，筆名李喬及壹闡堤，男，台灣苗栗縣人，客家裔，小說家、文化評論家。他早先以筆名李喬發表小說，以另一筆名壹闡堤發表論述，而後因受洗為基督徒停止使用筆名壹闡堤。1968〈那棵鹿仔樹〉獲第三屆台灣文學獎、1981獲第四屆吳三連文藝獎、1993年以《臺灣文化造型》獲第十四屆巫永福評論獎、1995獲臺美基金會人文科學獎、1999年獲鹽分地帶文藝營臺灣文學貢獻獎、1999年獲文學臺灣基金會第三屆臺灣文學獎、2006獲第十屆國家文藝獎、2007年獲首屆客家終身貢獻獎、2013年《V與身體》獲臺灣文學金典獎、2019年獲第38屆行政院文化獎，並曾任2000年至2006年總統府國策顧問。其文學著作《寒夜》三部曲其中第一部曲是首部被拍成客家語連續劇的作品；該作品屬公共電視台監製「公視文學大戲」之一。他也是「支持調降文言文比例，強化台灣新文學教材」共同發起人之一。

## 生平
李喬出生於台灣苗栗縣大湖鄉的番仔林山區。自小家境清寒，父親李木芳因參與抗日運動而長年不在家，家中經濟來源依靠母親一人耕作，因此對於母親相當尊敬。幼年時因父親身分而受欺負，且因為家中經濟困頓，也曾面臨弟妹的死亡，而小時的經歷也因此影響其寫作風格。1950年畢業於新竹縣立大湖初級職業學校（大湖職校）蠶絲科，1954年畢業於台灣省立新竹師範學校（今國立新竹教育大學），於大學求學過程中，接觸到國文與西方哲學，此些閱讀經驗使李喬的作品中有著佛學的思想，並且也擅長運用意識流、內心獨白技巧等的心理摹寫。新竹師範學校畢業後，先後任教中學、小學二十多年，新竹縣長邱鏡淳也是其學生。1981年退休。1985年李喬招集苗栗各地方熱心人士，經一番努力後由新聞局獲准籌設廣播電台，於1989年12月3日依民法暨大眾傳播財團法人監督準則成立財團法人苗栗客家文化廣播電台，於1990年6月23日獲得行政院新聞局廣播執照，並於1990年6月23日當日正式開播。李喬並推選為財團法人苗栗客家文化廣播電台第一屆董事長。1962年首度發表短篇小說《阿妹伯》，1963年以短篇小說《苦水坑》榮獲「自由談」徵文首獎。1980年出版以台灣日治歷史和戰爭為背景、橫跨家族三代的《寒夜三部曲》小說，由《寒夜》、《荒村》、《孤燈》三大長篇組合。1981年榮獲吳三連文藝獎。2006年榮獲第十屆國家文藝獎。1983年元月，陳永興接辦《台灣文藝》，李喬出任主編。1994年二月，《台灣文藝》改版，李喬出任第八任負責人，為期二年。1996年10月6日，建國黨在臺北市士林區創黨，李喬當選建國黨「決策委員」之一。1999年接任第七屆台灣筆會會長，迄2002年七月任滿。1997年十月起，主持大愛電視台節目『客家週刊』，推展客家文化。2000年策劃主持公共電視台類戲劇『文學過家 說演劇場』，推動客語文學。其『寒夜三部曲』第一部《寒夜》，也率先由公共電視台改編為第一部客語文學連續劇，於2002年3月播出。2024年11月4日國立聯合大學為表彰李喬老師的文學成就與對社會的卓越貢獻，特依學位授予法之規定，由國立聯合大學客家研究學院、人文與社會學院共同推薦，並經學位審查委員會審議通過，授予名譽博士學位。
2025年2月，擔任罷免苗栗縣立委邱鎮軍領銜人。

## 寫作風格
李喬創作的文學作品主要以小說為主，兼及論述、散文。自小家境貧寒，因父親參與抗日而長日不在家，經濟全由母親務農養大家中三子一女，因為將母親視為極重要且尊敬的角色，此些也體現於李喬的作品之中。於台灣省立新竹師範學校（今國立新竹教育大學）就學時接觸中國古典文學詩詞與西方哲學，使李喬開始閱讀文學、宗教與哲學的相關書籍。因為佛教，使得李喬對以人為本的中國文化由崇拜轉為批判，而李喬的作品亦不斷書寫人與生命的脆弱，自述創作傾向是「大多偏重在社會大眾生活面的描繪，為無告的小民作微弱的代言」，因此小說呈現了堅定不移的寫實風格，題材多觸及生命的痛楚和無奈。
李喬小說寫作特色十分多元，有運用西方意識流、內心獨白等寫作技巧，帶有現代主義色彩，如〈人球〉、〈寂寞雙簧〉等；描寫臺灣人民在苦難時代下的掙扎與奮鬥，如〈蕃仔林的故事〉、〈山女〉等；批判工商社會造成人的心靈扭曲與異化，如〈恍惚的世界〉、〈老何和老鼠〉等；另外亦有描寫政治人物醜惡面貌的政治小說，如〈告密者〉等。後期則熱衷於長篇創作，呈現濃厚的寫實主義色彩，李喬自認為平生最重要的一部書是「寒夜三部曲」，包括《孤燈》、《寒夜》、《荒村》，是記述臺灣開發及歷史事件的小說，以日治為時代背景，深刻的凸顯了民族的苦難和人性的尊嚴，頗具史詩氣魄、母愛的光輝和人對土地的依戀，也是李喬在本書所要表達的主題。

## 著作列表
- 《阿妹伯》，1962年10月
- 《苦水坑》，1963年，獲「自由談」徵文首獎
- 《飄然曠野》，1965年
- 《戀歌》，1968年
- 《晚晴》，1968年
- 《人的極限》，1969年
- 《山女──蕃仔林故事集》，1970年
- 《山園戀》，1971年
- 《痛苦的符號》，1974年
- 《恍惚的世界》，1974年
- 《李喬自選集》，1975年
- 《青青校樹》，1978年
- 《心酸記》，1980年
- 《寒夜三部曲》，1980~1981年

1. 《寒夜》
2. 《荒村》
3. 《孤燈》

- 《情天無恨──白蛇新傳》，1983年
- 《告密者──李喬短篇小說自選集》，1985年
- 《藍彩霞的春天》，1985年
- 《共舞》，1985年
- 《強力膠的故事》，1985年
- 《凶手》，1985年
- 《慈悲劍》，1993年
- 《李喬集》，1993年
- 《埋冤．一九四七埋冤》，1995年
- 《李喬短篇小說精選集》，2000年
- 《大地之母》（《寒夜三部曲》精華版），2001年
- 《情歸大地》（改編為電影《一八九五》），2008年
- 《羅芳伯傳奇》劇本
- 《幽情三部曲》，2010~2013年

1. 《咒之環》
2. 《Ｖ與身體》
3. 《散靈堂傳奇》

- 《情世界：回到未來》，2015年
- 《生命劇場》，2018年

文學創作、評論及成就獎項：
- 1968，第三屆台灣文學獎。以〈那棵鹿仔樹〉獲獎。
- 1981，第四屆吳三連文藝獎。（小說類）
- 1993，第十四屆巫永福評論獎。以《台灣文學造型》獲獎。
- 1995，台美基金會人文科學獎。（成就獎）
- 1999，鹽分地帶文藝營台灣文學貢獻獎。
- 1999，文學台灣基金會第三屆台灣文學獎。（小說成就獎）
- 2013，台灣文學金典獎圖書類長篇小說獎。《V與身體》

寒夜三部曲
　　李喬的《寒夜三部曲》由《寒夜》、《荒村》、《孤燈》三部長篇構成，計約一百萬言，成於一九七○年代後半，為臺灣文學中典型的大河小說。可稱之為一部雄偉的史詩，也是臺灣文學最重要的經典之作。
　　《寒夜》寫的是土地的故事。共三十五萬字，寫於一九七七年至一九七九年。故事時間是一八九○年至一八九七年，故事地點是台灣中部山區。
　　《荒村》寫的是台灣人民抵抗不義強權的故事。共三十七萬字，寫於一九七九年至一九八一年，故事時間是一九二五年六月十七日，「始政紀念日」於苗栗城隍廟前文化演講會起，至一九二九年夏，劉阿漢出獄不久死亡為止。主要地點包括：大湖郡、苗栗郡、新竹街、中壢郡、鳳山、二林等地。
　　《孤燈》寫的是回歸故鄉與大地合一的故事。共三十六萬字，寫於一九七八年至一九七九年。故事時間是一九四三年至一九四五年太平洋戰爭結束後數月之間。故事地點包括；大湖區、蕃仔林山村，菲律賓呂宋島。

## 相關評論
- 鍾肇政：「非哭過長夜的人，不足以語人生；在那接受、凝視與發掘苦難的過程中，李喬不僅領略了人生況味，而且對人性的醜惡鄙劣，也有了更深一層的體會」。[9]
- 葉石濤：「他是一隻懷著悲天憫人、大慈悲胸懷的蜘蛛。他虎視眈眈凝視被捕獲的獵物，冷靜地觀察獵物的掙扎形象，研究獵物的因果關係及輪迴樣相，記錄了他們內心深處不易看見的魍魎的恣意跋扈…」[10]
- 鍾鐵民：「滿腦子奇特的思想，當他有了一個觀念後，他就能很快的表現出來。他可以隨手塑造活靈活現有生命也有個性的人物，也能編製種種連他自己都覺得難以相信的故事。但我們讀來並不覺得他的故事牽強，因為他有話要說，而他把他的話說出來了…」[11]

## 外部連結
- 台灣李喬 （页面存档备份，存于）
- 國家圖書館-當代文學史料系統[永久]
- 國家文藝基金會[永久]
- 吳三連台灣史料基金會
- 公視文學大戲《寒夜》官網 （页面存档备份，存于）
- 公視文學大戲《寒夜續曲》官網 （页面存档备份，存于）
- 台灣客家文學館 （页面存档备份，存于）
- 2007台灣作家作品目錄 （页面存档备份，存于）
- 李喬在互联网电影资料库（IMDb）上的資料（英文）